# Kuzca, Sütçüler
Kuzca là một xã thuộc huyện Sütçüler, tỉnh Isparta, Thổ Nhĩ Kỳ. Dân số thời điểm năm 2011 là 101 người.